# Víctor Choque
Víctor Choque fue un obrero argentino, nacido en Salta y asesinado por la policía de Tierra del Fuego el 12 de abril de 1995, durante una manifestación realizada en Ushuaia que fue duramente reprimida. Se trató del primer fallecido en una situación de protesta social desde el retorno a la democracia en el país.

## Biografía
Choque llegó a Ushuaia desde su Salta natal en 1991, y se incorporó a la empresa de productos electrónicos Continental Fueguina. Cuatro años después integraría una lista de trabajadores despedidos, originando la protesta que culminó en su fallecimiento.

## Contexto socioeconómico
Su muerte se produjo en un contexto de fuerte ajuste económico y represión social, como parte de las políticas neoliberales llevadas a cabo por el gobierno de Carlos Menem durante la llamada Convertibilidad. Con el objetivo de elevar la competitividad de la economía argentina, estas políticas propiciaron un aumento de la desocupación y la pobreza hasta alcanzar niveles récord, y desembocaron en la crisis de diciembre de 2001. En ese marco, la tradicional industria electrónica fueguina (respaldada por una ley nacional que garantizaba exenciones impositivas) sufrió a lo largo de la década un desmantelamiento que alcanzaría su punto crítico en el año 2000, con solamente 120 personas ocupadas en la actividad. Luego de la quiebra de la empresa Continental Fueguina en 1995, otras empresas de renombre como Aurora Grundig y Philco pronto seguirían su mismo camino.

## Responsabilidades
El gobernador de Tierra del Fuego, José Estabillo, fue quien dio la orden a la policía provincial para llevar a cabo la represión que acabó con la vida de Choque. El funcionario contó además con un refuerzo de trescientos gendarmes, enviados por el gobierno nacional. Por el crimen fue condenado a nueve años de prisión el policía Félix Polo. Accesoriamente, el sargento primero Rafael López y el cabo primero Carlos Flores fueron condenados por los hechos de represión.